# レサンドロ・グズマン＝フェリス殺人事件
レサンドロ・グズマン＝フェリスの殺害事件は、2018年6月20日に発生した殺人事件。
アメリカ合衆国ニューヨーク市ブロンクスのベルモント地区でドミニカ共和国系アメリカ人ギャング団トリニタリオス（Trinitarios）のメンバーによって殺人が引き起こされた。
殺人事件のグラフィックビデオがインターネット上で広まり始め、大衆の怒りが巻き起こった。
トリニタリオスのメンバーである14人の容疑者全員が、グズマン＝フェリスの死に関連して逮捕された。

## 殺人
2018年6月20日10:30 午後（ EDT ）、15歳のレサンドロ「ジュニア」グズマン-フェリスは友人と会うために彼のアパートを去った。 外出中、彼は4台の車に気づき、驚いた。彼は走り始め、車を占領しているギャングのメンバーに数ブロック追いかけられました。 最終的に、グズマン-フェリスは彼の住居の近くのブロンクスのベルモントにあるバスゲイトアベニューとイースト183rdストリートのボデガに避難を求めました。店主（およびその他）は攻撃を目撃しましたが 、最初は何が起こっているのか正確にわからないため、ジュニアがカウンターの後ろに隠れることを防ぎました。 ジュニアを認識し、彼の恐れを見た後、店のオーナーは容赦し、カウンターの後ろで彼を許可しました 、それでもジュニアはギャングのメンバーの1人に発見され、ギャングのメンバーは彼を外に引きずり出し、他の3人が待っていました。 
残忍な殺害はボデガの所有者に重大な影響を及ぼしました。ボデガの所有者の母親は、事件のセキュリティ映像を見た後、心臓発作を起こして死亡しました。ボデガの所有者は自傷行為を考えており、心理療法を求めなければなりませんでした。 
事件は店内のCCTVビデオと、ビルの上層階の住人が頭上から撮影した携帯電話のビデオで撮影されました。携帯電話のビデオには、現場に出入りする12人以上の男性が映っています。ボデガの監視映像は、大きなナイフとマチェーテでグズマン-フェリスを刺している数人の男性を示しています。 ビデオは、グズマン-フェリスが再び店に入る様子を示しています。しかし、彼は外に送られたようでした。ビデオは、彼がボデガからつまずいて、183丁目を東に1ブロック離れたセントバーナバス病院に向かって走っているところを示しています。携帯電話の映像は、病院の入り口から数ヤード離れたセキュリティブースの階段でグズマン-フェリスが倒れたことを示していました。ビデオは、犠牲者が必死に叫び、傷口に布を持って、彼が死んだときに彼を慰めようとしているのを知った目撃者を示しています。グズマン-フェリスの死は、ボデガへの攻撃のわずか数分後に発生しました。  
グズマン・フェリスの妹のボーイフレンドによると、トリニタリオのギャングのリーダーはスナップチャットで殺害は誤ったアイデンティティのケースであると述べました。
当初の報告によると、この事件は、ギャングの姪と、グズマン・フェリスに非常によく似た縮れ毛の男性のティーンエイジャーが関与するセックスビデオによって引き起こされたとのことです。しかし、ビデオがいたずらであり、殺害のずっと前に記録されたことが後で発見されたため、これらの報告は事件とは何の関係もありませんでした。ギャングはソーシャルメディアで被害者の家族を殺害したことを謝罪しました。さらに、ギャングのリーダーは、この誤ったアイデンティティの殺害の結果として、ギャングから殺人者を追放しました。 しかし警察は、殺人容疑者、トリニタリオスのサブセット「ロス・スレス」のすべてのメンバーが、グズマン・フェリスがライバルのギャング「サンセット」のメンバーであると誤って信じていたことを示した。
ハッシュタグ#justiceforjuniorが作成され、TwitterやInstagramなどのソーシャルメディアで話題になりました。グズマン・フェリスの殺害のグラフィックビデオがインターネット上で広まり始めたとき、大衆の怒りが続いた。 警察のチップラインは、目撃者や容疑者を特定する他の人々からの「急流」の電話を受けました。 TwitterとInstagramでの役員の投稿は、10万回以上共有および閲覧されました。 

## 動機
グズマン・フェリスの殺害は、ライバルのギャングの一員であった十代の若者の誤った身元の事件であったと言われています。警察は、殺人者、トリニタリオスのサブセット「ロス・スレス」のすべてのメンバーが、グズマン-フェリスがライバルの「サンセット」ギャングのメンバーであると誤って信じていたと報告しました。ブロンクス郡地方検事のダルセル・クラークは、グズマン・フェリスはギャングの活動とは何の関係もないと述べた。 

## 被害者
レサンドロ・グズマン-フェリス（2002年11月11日 –「ジュニア」として知られる2018年6月20日）は、彼の死の時点で15歳でした。彼の家族は次のとおりです。彼の父、Lisandro Guzman;彼の母親、レアンドラ・フェリス。彼の姉、ジェネシス・コリャード・フェリス。と彼の兄弟、マヌエルオルティス。 彼は2年生のリチャード・イスキエルド博士健康科学チャータースクールに通いました。 彼はドミニカの子孫でした。 

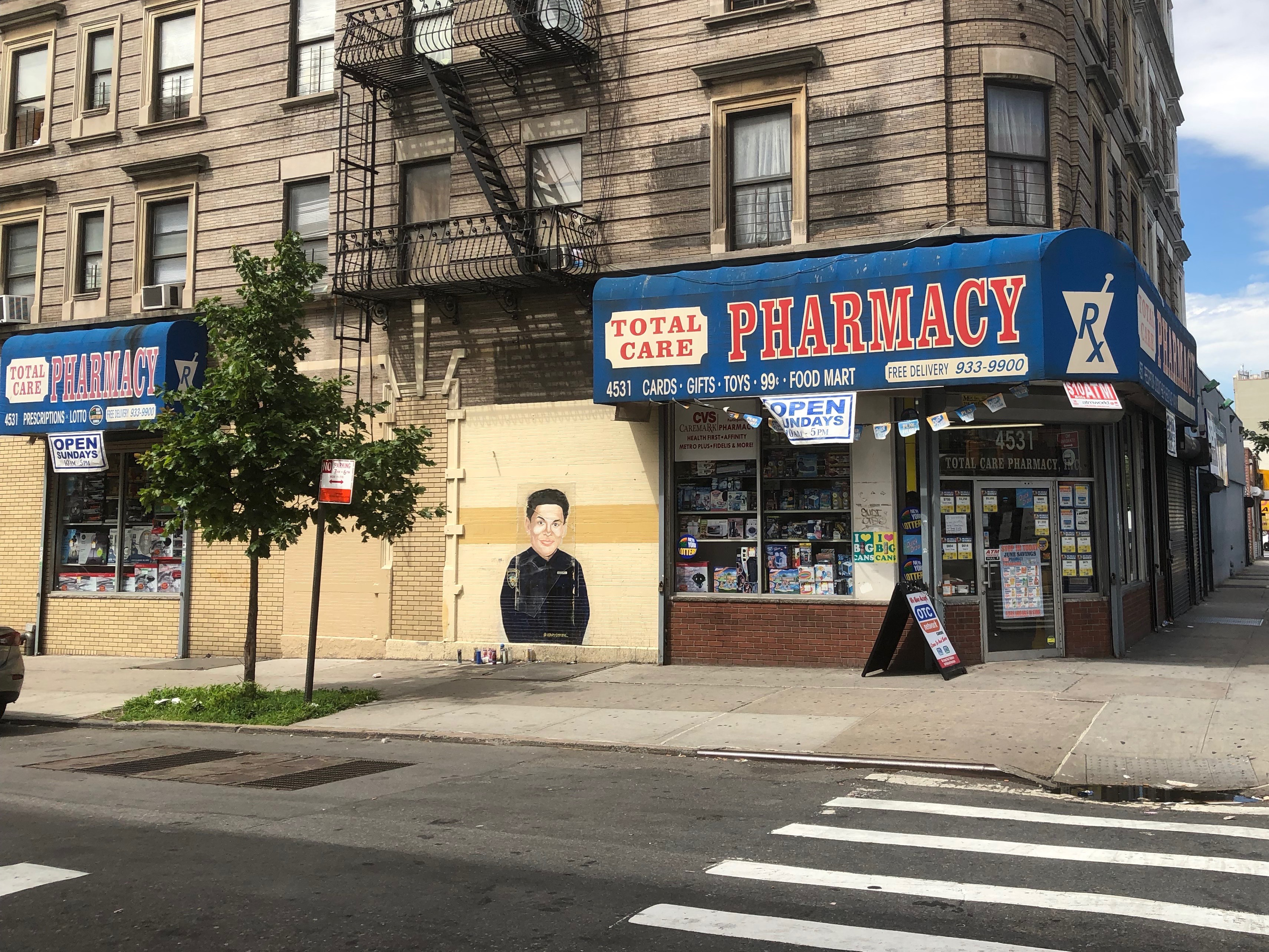
レサンドログズマン-バスゲイトアベニューと183rdストリートの角にあるフェリス記念碑。

Guzman-Felizは探偵になることを熱望し 、法執行のキャリアに関心のある若者のためのグループであるニューヨーク市警察（NYPD）Explorersプログラムのメンバーでした。 ブロンクスのマウントカーメル教会の聖母での彼の葬式には、何千人もの人々が出席しました。棺側添人は、ニューヨークヤンキースのジャージでグズマン-フェリスのお気に入りの野球チームにうなずきました。 彼はブロンクスのセントレイモンズ墓地に埋葬されました。 

彼の死後、NYPDはグズマン-フェリスの名前で奨学金を設立しました。 バスゲイトアベニューとグズマンフェリスが殺害された183rdストリートの角は、母親の誕生日に2019年2月に「レサンドロジュニアグズマンフェリスウェイ」に正式に改名されました。  

## 加害者と容疑者

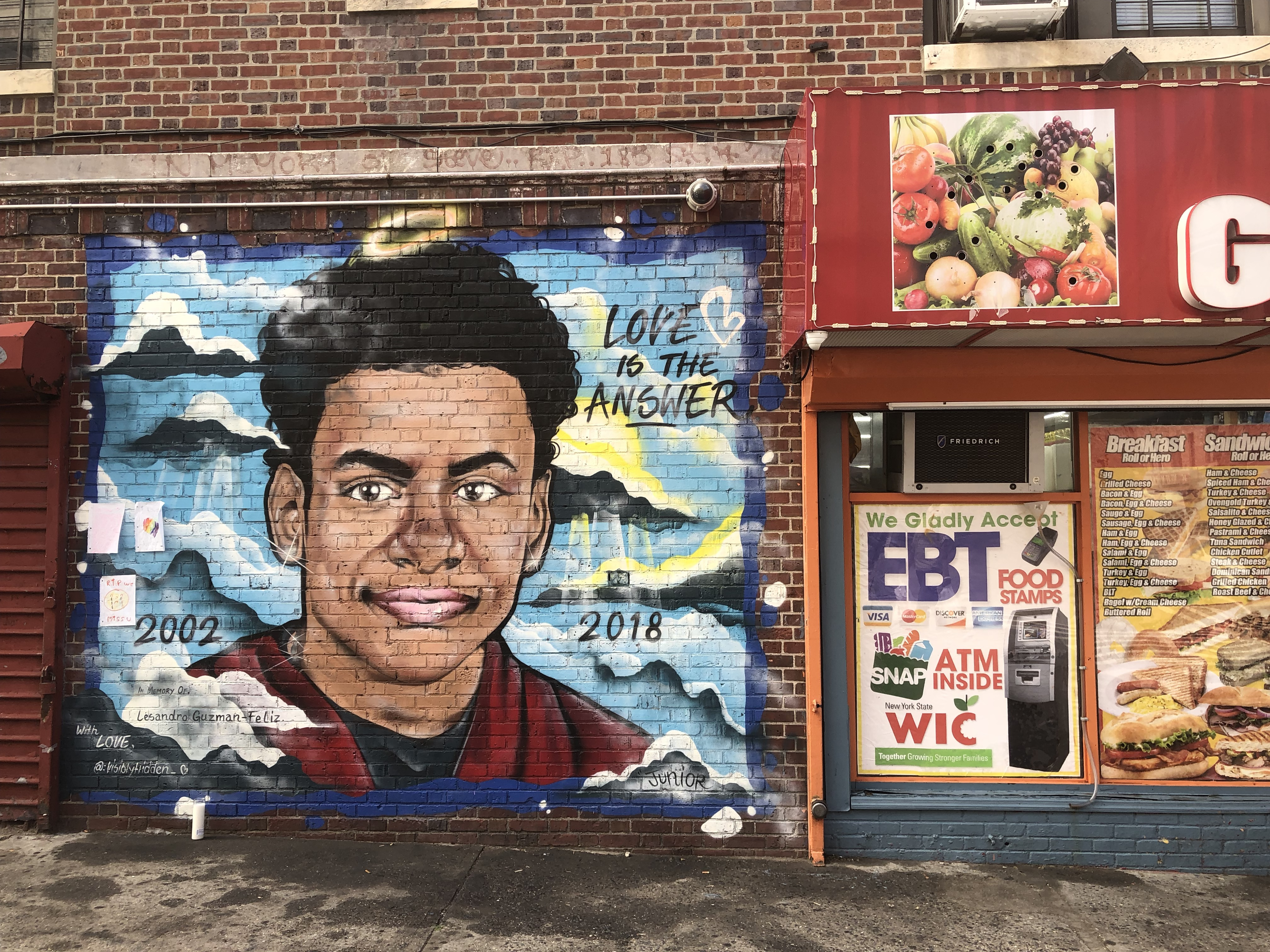
レサンドログズマンの記念碑-聖バルナバス病院の入り口の向かいにあるフェリス

グズマン・フェリスの死に関連して、14人の容疑者が逮捕されました。全員がドミニカのギャングトリニタリオのメンバーであり、18歳から29歳の間でした。   
* Kevin Alvarez、19歳
*ルイスカブレラ-サントス、25歳
* Danel Fernandez、21歳
* Elvin Garcia、23歳
*アントニオ・ロドリゲス・ヘルナンデス、24歳
* Jonaiki Martinez-Estrella、24歳
* Jose Muniz、21歳
* Danilo Payamps-Pacheco、21歳
*ガブリエルラミレス-コンセプシオン、26歳
*マヌエルリベラ、18歳
*ディエゴ・スエロ、29歳
* Jose Taverez、21歳
*フレドリックそれでは、20歳
*RonaldUreña、29歳
*メロディーメン、
15歳
警察は、スエロがグズマン・フェリスの殺害を命じた首謀者であると主張した。 役員はまた、マルティネス-エストレラがグズマン-フェリスに致命的な打撃を与えたと主張した。 
容疑者のうち4人（フェルナンデス、ムニズ、リベラ、ヘルナンデス）はライカーズ島に投獄され、裁判を待っている間、トリニタリオギャングの他のメンバーからも殺害の脅迫を受けました。そのため、彼らは他の囚人から隔離され、刑務所で強化されたセキュリティ保護を受けました。  2018年12月、ライカーズ島に拘留されていたリベラは、仲間の囚人から顔に刺し傷を負った。容疑者はライバルのギャングの一員だったとされている。 元容疑者のマイケル・ソーサ・レイエスは協力的な証人でした。 

## 裁判の評決
グズマン-フェリスがブロンクスボデガの外で殺害されてからほぼ1年後、5人の容疑者が彼の殺害で有罪判決を受けました。 2019年6月14日のブロンクスの法廷で、陪審員は、ジョナイキマルティネスエストレラ、マヌエルリベラ、エルビンガルシア、ホセムニス、アントニオロドリゲスヘルナンデスを1度殺人、2度殺人、ギャング暴行、陰謀で有罪としました。 陪審員はまた、第一級殺人の被告に有罪判決を下すことにより、グズマン・フェリスが死ぬ前に拷問を受けたことを認めた。 